# Гречишкина, Мария Викторовна
Мария Викторовна Гречишкина (31 октября 1985) — российская футболистка, полузащитница.

## Биография
В юном возрасте выступала за ряд клубов высшей лиги России — «Спартак» (Москва), «Нева» (Санкт-Петербург), «Чертаново» (Москва).
В 2009 году перешла в новосозданный клуб «Зоркий» (Красногорск), с которым становилась победительницей второго (2009) и первого (2010) дивизионов России. Позднее выступала в первом дивизионе за подмосковную «Истру».
Также играла в высшей лиге по мини-футболу за московский «Лидер-ИТИГ».